# Maria Przełomiec
Maria Józefa Przełomiec (ur. 25 września 1957 w Krakowie) – polska dziennikarka i publicystka, związana z Telewizją Polską, była korespondentka sekcji polskiej BBC

## Życiorys
Jej praprzodkiem, od strony matki, był Maciej Mielżyński (1799-1870), oficer powstania listopadowego, ziemianin, działacz społeczny i polityczny. 
W latach 1980–1987 studiowała archeologię na Wydziale Historycznym UJ. Od 1987 współpracowała z krakowskimi gazetami Hutnik oraz Nowohucki Biuletyn Solidarności. W 1989 rozpoczęła pracę w wydawnictwie Znak, jednocześnie publikując w Tygodniku Powszechnym. W działalności dziennikarskiej zajmuje się tematyką związaną z krajami byłego ZSRR. W 1990 roku została korespondentem Sekcji Polskiej BBC, pełniąc tę funkcję do 2006.
W latach 2007–2023 prowadziła program Studio Wschód na antenie TVP Info.
W 2015 roku była jednym z panelistów na konwencji programowej Prawa i Sprawiedliwości.

## Odznaczenia
13 listopada 2009 za upowszechnianie wiedzy na temat uwarunkowań polskiej polityki zagranicznej, szczególnie na Wschodzie minister Radosław Sikorski nadał jej Odznakę Honorową „Bene Merito”. 
W styczniu 2013 prezydent Litwy przyznała jej Medal Pamiątkowy 13 Stycznia.